# 离散时间信号
离散时间信号的（时间）自变量仅在离散时刻有定义。大多数离散时间信号是由对连续时间信号采样得到的。取值上可以仍然取连续值。
信号可以以时间序列表示。对于一维信号，以两个向量方式表示，例如
n = [-3, -2, -1, 0, 1, 2, 3]
x = [2, 1.2, -3.6, 0, 1, 4, 6.3]
更高维的信号也可以用多维向量表示。

## 基本信号

### 单位脉冲序列
{\displaystyle \delta (k)=\left\{{\begin{matrix}1,&{\mbox{if }}k=0\\0,&{\mbox{if }}k\not =0\end{matrix}}\right.}
由數學式可見該序列僅在k=0處取單位值，其餘點均為零，因此又稱「單位取樣序列」、「單位樣本函數」或「單位脈衝序列」等。
單位序列的作用類似於連續時間信號中的{\displaystyle \delta (t)}，也具有抽樣性，即為：
{\displaystyle {\mathcal {f}}(k)\delta (k)={\mathcal {f}}(0)\delta (k)}
{\displaystyle {\mathcal {f}}(k)\delta (k-m)={\mathcal {f}}(m)\delta (k-m)}
{\displaystyle {\mathcal {f}}(k)\delta (k+m)={\mathcal {f}}(-m)\delta (k+m)}
但是{\displaystyle \delta (k)}和{\displaystyle \delta (t)}有本質上的差別：{\displaystyle \delta (t)}是一個奇異信號，可理解為一個在t=0處幅度無窮大,寬度無窮小且面積為1的脈衝，實際上無法實現。但是{\displaystyle \delta (k)}是一個非奇異信號，它在k=0處取有限值1，這在實際工程上是可以實現且存在的。

### 单位阶跃序列
{\displaystyle \mu (k)=\left\{{\begin{matrix}1,&{\mbox{if }}k\geq 0\\0,&{\mbox{if }}k<0\end{matrix}}\right.}
由數學式可見單位階躍序列類似於連續時間信號中的單位階躍函數{\displaystyle \mu (t)}，它也具有切除性。可將一個雙邊序列截為一個單邊序列。同樣{\displaystyle \mu (k)}和{\displaystyle \mu (t)}有本質上的差別：{\displaystyle \mu (t)}是一個奇異信號，它在t=0處發生階躍，μ(0-)=0，μ(0+)=1；而{\displaystyle \mu (k)}是一種非奇異信號，它在t=0處明確定義為1。
單位脈衝序列與單位階躍序列有密切的關係。
單位脈衝序列是單位階躍序列的一次後向差分，即為：
{\displaystyle \delta (k)=\mu (k)-\mu (k-1)}
而單位階躍序列是單位脈衝序列的求和，即為：
{\displaystyle \mu (k)=\sum _{n=-\infty }^{k}\delta (n)=\sum _{m=0}^{\infty }\delta (k-m)}

### 離散複指數信號
在系統分析中，離散複指數信號{\displaystyle e^{jk\omega }}是一個非常重要的基本信號，在序列的傅立葉分析含離散系統的頻率特性中得到廣泛的應用。它的作用相當於在連續信號和連續系統的傅立葉分析所用到的基本信號{\displaystyle e^{jt\Omega }}
離散複指數信號 {\displaystyle {\mathcal {f}}(k)=e^{jk\omega }}
由尤拉公式可得 {\displaystyle {\mathcal {f}}(k)=e^{jk\omega }=\cos \omega k+j\sin \omega k}
實部表示離散餘弦序列，虛部為離散正弦序列。

### 單邊實指數序列
實指數序列是指序列值隨序列變化按指數規律變化的離散時間信號，常用的實指數序列為單邊實指數序列，當{\displaystyle {\mathsf {k}}<0}時，{\displaystyle {\mathcal {f}}(k)=0}，即
{\displaystyle {\mathcal {f}}(k)=a^{k}\mu (k)}，
若{\displaystyle \left\vert a\right\vert >1}，信號隨k指數增長，序列呈現發散；若{\displaystyle \left\vert a\right\vert <1}，換句話說當{\displaystyle {\mathcal {a}}}介於0至1之間時，則信號隨{\displaystyle {\mathcal {k}}}指數衰減，序列呈現收斂。另外，若{\displaystyle {\mathcal {a}}}為正數時，信號的樣值不改變符號；若{\displaystyle {\mathcal {a}}}為負數時，信號的樣值符號交替變化。若{\displaystyle {\mathcal {a}}=1}，則{\displaystyle {\mathcal {f}}(k)=\mu (k)}。
如果{\displaystyle {\mathcal {f}}(k)=a^{-k}\mu (k)}，則當{\displaystyle \left\vert a\right\vert <1}時，{\displaystyle {\mathcal {f}}(k)}為發散序列；當{\displaystyle \left\vert a\right\vert >1}時，{\displaystyle {\mathcal {f}}(k)}為收斂序列。

### 正弦序列
正弦序列定義為{\displaystyle {\mathcal {f}}(k)=\mathrm {A} \sin(\omega k+\varphi )}或{\displaystyle {\mathcal {f}}(k)=\mathrm {A} \cos(\omega k+\theta )}，其中{\displaystyle \omega }為正弦序列的數字角頻率; {\displaystyle \mathrm {A} }為正弦序列的振福;{\displaystyle \varphi }或{\displaystyle \theta }為相移。
對於連續時間正弦信號{\displaystyle {\mathcal {f}}(k)=\mathrm {A} \sin(\Omega t+\varphi )}，具有以下兩個性質:
1. {\displaystyle \Omega }越大，信號變化的速率就越快;
2. 對任何{\displaystyle \Omega }值，信號都是週期的。對於正弦序列，以上兩項與連續信號相比有很大的不同。

對於離散正弦序列{\displaystyle \sin[(\omega +2\pi ){\mathcal {k}}+\varphi ]=\sin(\omega {\mathcal {k}}+\varphi )}，離散正弦序列在頻率{\displaystyle \omega +2\pi }與頻率{\displaystyle \omega }時是完全相同的，連續時間正弦信號對於不同的{\displaystyle \Omega }就對應著不同的信號;而對於頻率為{\displaystyle \omega }的離散時間正弦信號與頻率為{\displaystyle \omega \pm 2\pi }，{\displaystyle \omega \pm 4\pi }，...這些離散正弦信號是完全相同的。
因此在考慮離散正弦信號時，只需在某個{\displaystyle 2\pi }間隔內選擇頻率就可以。通常選擇{\displaystyle 0\leqslant \omega <2\pi }或{\displaystyle -\pi \leqslant \omega <\pi }區間。通過以上的討論可知，離散正弦信號並不是隨{\displaystyle \omega }的無限增加而無限增加其振盪速率的。事實上，離散正弦序列的振盪速率是隨{\displaystyle \omega }從0(常數序列)開始增加的，直到{\displaystyle \omega =\pi }為止，若繼續增加{\displaystyle \omega }的話，其振盪速率就會下降，直到{\displaystyle 2\pi }(常數序列)為止。因此離散正弦信號的低頻段在{\displaystyle \omega }為0，{\displaystyle \pm 2\pi }，{\displaystyle \pm 4\pi }，...附近：而高頻段在{\displaystyle \omega }為{\displaystyle \pm \pi }，{\displaystyle \pm 3\pi }附近，此時信號在每個點上都改變符號，產生最快速振盪。